# Classe sociale
Pour les articles homonymes, voir Caste (homonymie).

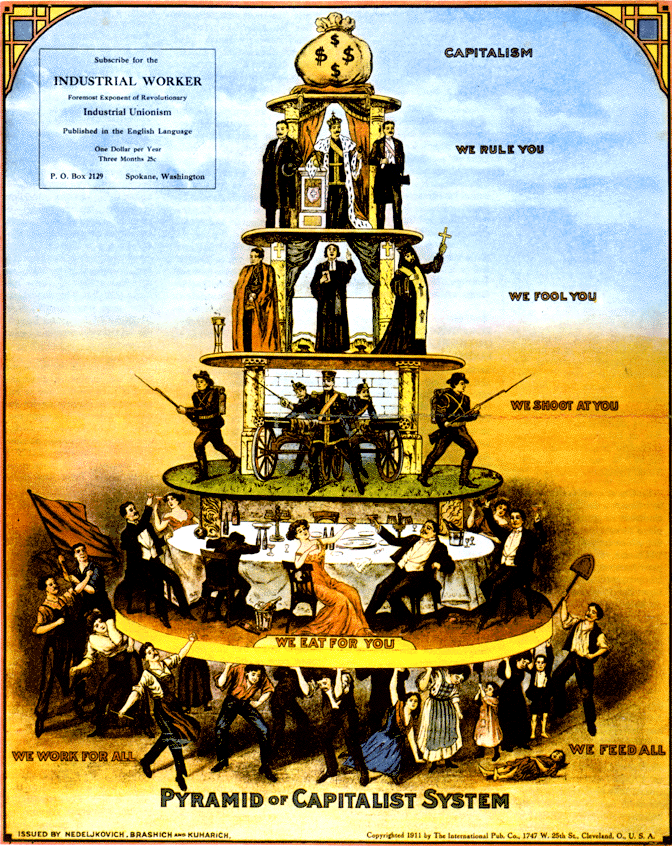
Représentation de la pyramide sociale dans la société capitaliste selon le syndicat IWW, en 1911.

Une classe sociale est, dans son sens le plus large, un groupe social de grande dimension, ce qui le distingue des simples professions, pris dans une hiérarchie sociale de fait et non de droit, ce qui le distingue des ordres et des castes.
Cette notion est au centre des critiques anarchiste et marxiste du capitalisme, toutes deux voulant une société sans classes, mais ne leur est pas spécifique, elle fait même partie du lexique sociologique courant.
Le concept de « lutte des classes » émerge chez des historiens libéraux bourgeois comme François Guizot, Augustin Thierry ou Adolphe Thiers au XIXe siècle.
Au milieu du même siècle, Karl Marx innove en posant la classe sociale comme définie par des rapports de production d’où découle une mobilisation politique pour des intérêts objectivement ou subjectivement partagés, y compris au quotidien, ce que les marxistes évoquent aussi par "comportement de classe".
Bien après lui, les débats portent encore sur la nature des rapports entre classes sociales, sur le critère de leur différenciation, et sur la pertinence même du concept, ses opposants évoquant les transformations sociologiques qu'ont connu les sociétés industrielles et post-industrielles.

## Histoire
Selon Marcel Conche, Montaigne dans sa relecture d'Épicure, « naturalise » les différences de classes sociales. Christophe Bardyn note que Montaigne tient compte des différences de classes sociales dans ses propositions contre les injustes répartitions des taxes et impôts.

## Les classes sociales relevant d'un rapport antagoniste
Karl Marx, dans ses analyses de la société industrialisée, a mis en évidence l’existence de classes sociales, groupements d'individus partageant des intérêts communs. Le nombre de ces classes sociales ne fut pas strictement défini. Cela dépend de ses ouvrages et de l'époque de leur rédaction. Le nombre considéré variait de trois à sept. Dans son ouvrage Les Luttes de classes en France, il définit sept classes sociales :
- l'aristocratie financière ;
- la bourgeoisie industrielle ;
- la bourgeoisie commerçante ;
- la petite bourgeoisie ;
- la paysannerie ;
- le prolétariat ;
- le sous-prolétariat.

Mais Marx a toujours considéré que les deux classes les plus importantes étaient le prolétariat et la bourgeoisie capitaliste (propriétaire des moyens de production), qui sont les deux pôles antagonistes acteurs de la lutte des classes dans la société industrialisée. Il distingue la classe en soi (liée à une organisation objective) et la classe pour soi (liée à la conscience collective). Sa conception de la société a été inspirée par l’étude de l’histoire selon une méthodologie particulière : la conception matérialiste de l'histoire. Ces rapports de domination/soumission traversent les âges grâce à la transmission de la position sociale par héritage. En interactionnisme structural une classe sociale est vue comme « une classe d'équivalence, une structure pour une relation sociale ». Par exemple, la relation « faire partie de la catégorie socio-professionnelle des ouvriers » définit la classe sociale des ouvriers comme un des éléments du quotient de la population (l'ensemble des individus) par la relation sociale (avoir la même catégorie socio-professionnelle).
Le philosophe Louis Althusser approfondira l'idée de Marx estimant que la formation sociale génère un invariant structural qui la sur-détermine par le fait qu'en tant que hiérarchie de concept, elle procure la définition et l'ordre d'apparition des concepts (ce qui dénote une approche structuraliste de la notion de classe sociale). Il indiquait cependant que les membres des classes supérieurs étaient nécessairement supérieurs intellectuellement parlant.
Pour Jean Jaurès, qui suit Marx sur ce point, « le système capitaliste, le système de la propriété privée des moyens de production, divise les hommes en deux catégories, divise les intérêts en deux vastes groupes, nécessairement et violemment opposés. Il y a, d'un côté, ceux qui détiennent les moyens de production et qui peuvent ainsi faire la loi aux autres, mais il y a de l'autre côté ceux qui, n'ayant, ne possédant que leur force-travail et ne pouvant l'utiliser que par les moyens de production détenus précisément par la classe capitaliste, sont à la discrétion de cette classe capitaliste. Entre les deux classes, entre les deux groupes d'intérêts, c'est une lutte incessante du salarié, qui veut élever son salaire et du capitaliste qui veut le réduire ; du salarié qui veut affirmer sa liberté et du capitaliste qui veut le tenir dans la dépendance ».
Pour Nicos Poulantzas, l'État fait perdurer ces structures sociales par le fait que la classe dirigeante favorise les intérêts de la classe dominante. L'État est alors la condensation matérielle de rapports de forces entre classes.

## Les classes sociales analysées comme ne relevant pas automatiquement d'un rapport antagoniste
Joseph Schumpeter estime que la classe sociale naît de la fonction exercée (on retrouve déjà cette idée chez Platon comme idéal social).

## Auto-conscience, conscience de classe
C’esr un concept utilisé dans les champs de la sociologie, de la psychologie et du militantisme. Il tire son origine de la théorie marxiste, qui en fait une pierre angulaire de la lutte des classes.
L'existence même de classes sociales est contestée par certains auteurs, au motif qu'une classe sociale nécessiterait une conscience de classe pour être définie.
De son côté, Marx avait précisé que la conscience de classe est souvent ignorée ou souterraine, chez l’individu, voire dissimuléee ou même refoulée, en analysant le processus de "prise de conscience".

## Sociologie
Pour Max Weber, les classes sont d'ordre économique, c'est-à-dire fonction du mode de distribution des revenus et du patrimoine, mais également d'ordre social (fonction du prestige), et d'ordre politique (fonction du mode de contrôle de l'État).
Pour Maurice Halbwachs, les classes sociales ne sont pas automatiquement antagonistes mais forment des cercles concentriques selon sa théorie du feu de camp par la domination d'un modèle culturel orthodoxe. L'instruction, la richesse et le niveau d'intégration forment des cercles concentriques générant des classes qui n'impliquent pas automatiquement des intérêts divergents.[source insuffisante]
Pour Vilfredo Pareto, les classes sociales naissent de l'opposition de masse d'individus et des élites gouvernementales au pouvoir. Ainsi, tout pouvoir implique cette séparation antagoniste. Cependant, il estime que les groupes sont hétérogènes, notamment parce que les individus adhèrent à des valeurs différentes, et qu'ils sont évolutifs : les élites changent, ainsi que les limites de cette séparation antagoniste.
Pour Ralf Gustav Dahrendorf, les classes sociales ne relèvent pas automatiquement de rapports antagonistes ouverts. Les conflits d'intérêts génèrent une grande diversité de classes sociales. Le niveau de mobilité sociale qui entraîne une liberté de manœuvre rend les classes sociales traditionnelles plus diffuses et diverses. Les conflits raciaux et de religion peuvent aussi générer des changements sociaux. Il part des principes de changements exogènes de l'histoire et de possibles renégociations au sein de la société.
Henri Mendras décrit la société comme une « toupie » composée de « constellations » : la majorité de la population s'agrège dans une « constellation populaire » (50 % de la population) et une « constellation centrale » (25 %), qui constituent, avec les indépendants (15 %), le « ventre » de la toupie ; en dessous et au-dessus, la « pauvreté » (7 %) et « l'élite » (3 %), minoritaires, en constituent les pointes. Dans cette modélisation, les groupes sociaux sont fluctuants, les frontières sociales sont poreuses, et la stratification sociale tend vers la moyennisation et la structuration par classe d'âge. La diminution des capacités d'action autonome pousse en effet à la moyennisation des classes sociales. La classe moyenne devient une réalité sociologique (conscience de groupe) lorsqu'elle est animée par un sentiment d'appartenance à ladite classe et la volonté de faire survivre cette classe.
« Dans ses travaux, Pierre Bourdieu a tenté de combiner ces approches en délimitant les fractions de classes en fonction de leur possession de capital économique et culturel ».
Pour l'Allemagne, Andreas Reckwitz parle en 2017 de quatre classes qui se distinguent par leur position, leur pouvoir et leur importance: il y a une petite classe supérieure, dont deux classes moyennes et une classe populaire. Parmi les classes moyennes, il distingue la nouvelle classe moyenne et l'ancienne classe moyenne. La nouvelle classe moyenne se compose en premier lieu de « diplômés hautement qualifiés dans les grandes villes avec de bonnes perspectives de carrière, surtout dans l'économie du savoir ». L'ancienne classe moyenne est constituée de « personnes ayant un niveau d'éducation moyen, souvent vivant dans des régions rurales de petites villes, dont l'attitude et le mode de vie sont plutôt conservateurs et traditionnels»,.

### Les classes sociales en France

#### Point de vue du sociologue Louis Chauvel
Selon le sociologue Louis Chauvel, les classes sociales en France se présentent de cette façon :
- les classes populaires qui représentent 60 % de la population, regroupant 20 % « situés hors de l'emploi stable et valorisé », et 40 % constituant une « classe populaire salariée stable » ;
- les « classes moyennes salariées », qui représentent 25 % de la population ;
- une « classe de confort », qui représente 15 % de la population ;
- enfin, une « classe titulée » de moins de 1 % de la population, qui peut être assimilée à une « classe possédante », « à condition de comprendre que cette possession n'est pas seulement économique », correspondant à la « haute bourgeoisie ».

Il existe dans la société française des écarts de revenus importants, mais concernant le patrimoine, « l’espace entre les ouvriers et les cadres est béant », le ratio entre les 10 % les plus riches et les 10 % les plus pauvres étant de 1 à 70. Selon Louis Chauvel, « l’imperméabilité des classes » reste « un phénomène central ».

#### Sondage de 2004
| Classe sociale          | Actifs ayant un emploi | Retraités | Ensemble des adultes |
| ----------------------- | ---------------------- | --------- | -------------------- |
| Classe moyenne          | 42 %                   | 36 %      | 40 %                 |
| Classe ouvrière         | 24 %                   | 24 %      | 23 %                 |
| Bourgeoisie             | 3 %                    | 7 %       | 4 %                  |
| Classe défavorisée      | 7 %                    | 7 %       | 8 %                  |
| Classe privilégiée      | 8 %                    | 5 %       | 8 %                  |
| Un groupe professionnel | 11 %                   | 11 %      | 9 %                  |
| Un groupe social        | 2 %                    | 3 %       | 2 %                  |
| Autre                   | 3 %                    | 7 %       | 6 %                  |

#### Classes sociales et espérance de vie en France
En 2018 une étude de l'INSEE établit que la différence d'espérance de vie en France entre les 5 % des Français les plus aisés, et les 5 % les plus pauvres, est de 13 ans pour les hommes et 8 ans pour les femmes.